# 萨武尔农
萨武尔农（法語：Savournon，法語發音：[savuʁnɔ̃]）是法国上阿尔卑斯省的一个市镇，位于该省西南部，属于加普区。

## 地理
萨武尔农（44°25'20"N, 5°47'28"E）面积39.23 平方千米，位于法国普罗旺斯-阿尔卑斯-蓝色海岸大区上阿尔卑斯省，该省份为法国东南部内陆省份，北起萨瓦省，西北接伊泽尔省，西南接德龙省，南至上普罗旺斯阿尔卑斯省，东北部与意大利接壤。
与萨武尔农接壤的市镇（或旧市镇、城区）包括：拉巴蒂蒙萨莱翁、勒贝尔萨克、沙贝斯唐、埃斯帕龙、勒赛、塞尔、旺塔翁、加尔德科隆布。

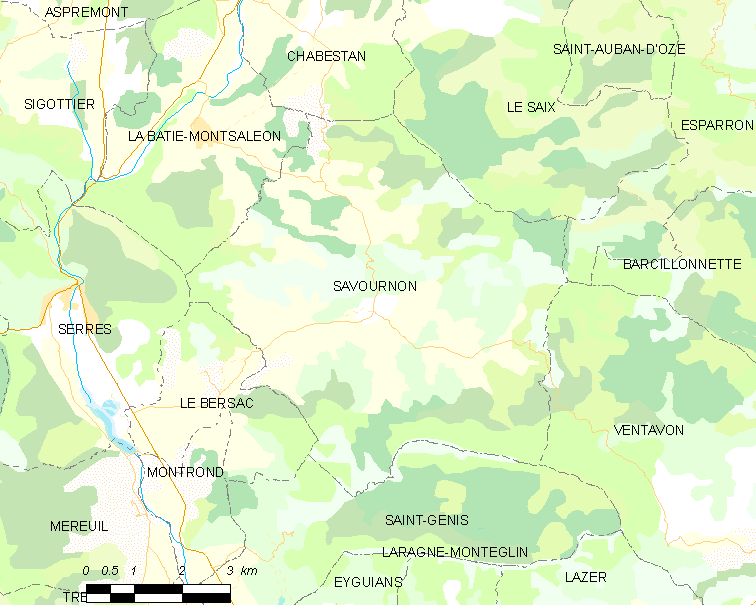
萨武尔农的OSM定位图

萨武尔农的时区为UTC+01:00、UTC+02:00（夏令时）。

## 行政
萨武尔农的邮政编码为05700，INSEE市镇编码为05165。

## 政治
萨武尔农所属的省级选区为塞尔县。

## 人口

1962-2008年间萨武尔农人口变化图示

萨武尔农于2022年1月1日时的人口数量为244人。